# Centre commémoratif du génocide de Murambi
Le centre commémoratif du génocide de Murambi est un musée situé près de la ville de Murambi, dans le sud du Rwanda.

## Emplacement
| \| 150 km1:3 445 000 \| Kibuye Gisenyi Bisesero Ntarama Kigali Nyamata Murambi Rusiga |
| 150 km1:3 445 000                                                                     |

| 150 km1:3 445 000 |

| Mémoriaux du génocide des Tutsis au Rwanda |
| (2018) Année d'inauguration                |

Le Centre commémoratif du génocide de Murambi se trouve dans la province du Sud et dans le district de Nyamagabe au Rwanda.

## Chronologie du massacre
C'est ici qu'a eu lieu un massacre lors du Génocide des Tutsi au Rwanda de 1994. Lorsque les massacres ont commencé, les Tutsis de la région ont tenté de se cacher dans une église locale. Cependant, l'évêque et le maire les ont attirés dans un piège en les envoyant à l'école technique, prétendant que les troupes françaises les y protégeraient. Le 16 avril 1994, une moyenne de 65 000 Tutsis se sont rendus à l’école. Une fois les victimes arrivées, aucune eau ni nourriture n’ont été fournies. Cela a été fait pour s’assurer que le peuple était trop faible pour résister, Après s'être défendus pendant quelques jours à coups de pierres, les Tutsis ont été débordés le 21 avril.
Les soldats français ont disparu et l'école a été attaquée par des miliciens hutu Interahamwe. Environ 20 000 Tutsis ont été assassinés à l'école, et presque tous ceux qui ont réussi à s'échapper ont été tués le lendemain alors qu'ils tentaient de se cacher dans une église voisine .Le bilan d'environ 50 000 morts avancé par le gouvernement n'est pas corroboré par le nombre de corps exhumés, même en tenant compte des tombes non encore ouvertes et des corps non enterrés . Selon le guide du mémorial, les Français ont apporté de l'équipement lourd pour creuser plusieurs fosses où plusieurs milliers de corps ont été déposés. Ils ont ensuite placé un terrain de volley-ball au-dessus des fosses communes pour tenter de cacher ce qui s'est passé. Parmi les corps actuellement exposés figurent ceux d’enfants et de nourrissons.
On estime que seulement 34 personnes ont survécu au massacre de Murambi.

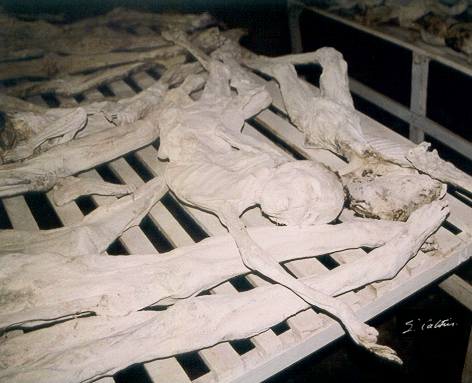
Corps momifiés de victimes du génocide en 2001.
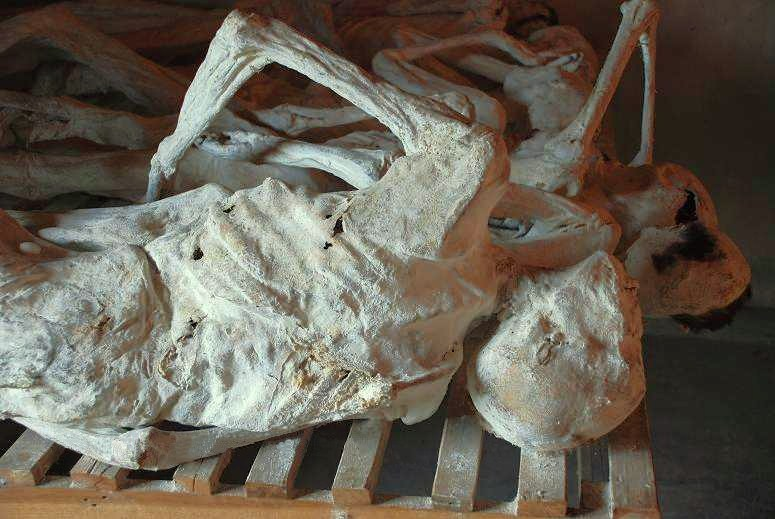
Victimes momifiées du génocide.

## Mémorial
Le mémorial a été fondé le 21 avril 1995. Le site contient 50 000 tombes. Le bâtiment de l'école est aujourd'hui un musée du génocide exposant les squelettes et les corps momifiés de quelques-unes des milliers de personnes tuées dans la province de Gikongoro en 1994 . Dans son étude sur les mémoriaux du Génocide des Tutsi au Rwanda, Timothy Longman fait valoir que même si les corps exposés à Murambi sont présentés comme ceux de personnes tuées sur place, en réalité, ce sont des corps amenés à Murambi depuis toute la région environnante. Les personnes tuées à Murambi ont été enterrées dans des fosses communes sur place en 1996.
Ce centre commémoratif est l'un des six principaux centres du Rwanda qui commémorent le génocide de 1994 contre les Tutsis au Rwanda. Les autres sont le Centre commémoratif de Kigali, le Centre commémoratif de Ntarama, Centre commémoratif du génocide de Nyamata, au Centre commémoratif de Bisesero et Nyarubuye. 
Le centre est inscrit, en septembre 2023, sur la liste du patrimoine mondial par l'UNESCO en tant que partie des « sites memoriaux du genocide : Nyamata, Murambi, Gisozi et Bisesero ».